# Онтаке
Онта́ке (яп. 御嶽山) — вулкан у центральній частині Японії. Розташований на острові Хонсю у префектурі Нагано, приблизно за 200 кілометрів на захід від Токіо.
Другий за величиною вулкан у Японії, висотою 3067 метрів. Схили вкриті лісом. Нині є популярним туристичним об'єктом.
Вивергався у 2007 році. Останнє виверження почалося 27 вересня 2014. Внаслідок цього неспрогнозованого виверження вулкана загинули понад 30 осіб, кількість постраждалих унаслідок виверження склала 80 осіб, переважно туристів.